# Albert Chérel
Albert Chérel (* 18. Dezember 1880 in Ambert; † 8. Juli 1962 in Tarbes) war ein französischer Romanist und Literaturwissenschaftler.

## Leben und Werk
Chérel bestand 1907 die Agrégation de lettres und war Gymnasiallehrer in Bourges und Angers. Er leistete ab 1914 Kriegsdienst im Rang eines Oberleutnants. Er habilitierte sich 1913 (1918) an der Sorbonne mit den beiden Thèses Fénelon au XVIIIe siècle en France (1715-1820). Son prestige, son influence (Paris 1917, Genf 1970) und (Hrsg.) Fénelon, Explication des articles d'Issy (Paris 1915). Er lehrte von 1916 bis 1920 an der Universität Freiburg in der Schweiz, dann bis 1943 an der Universität Bordeaux als Professor für französische Literatur.
Chérel war Korrespondierendes Mitglied der Académie des sciences morales et politiques (1934). Er war Offizier der Ehrenlegion.

## Weitere Werke

### Monografien
- En relisant, après la guerre, Bazin, Bourget, Barrès, Paris 1925
- Un Aventurier religieux au XVIIIe siècle. André-Michel Ramsay, Paris 1926
- Rendons nos foyers heureux, Paris 1928
- Rancé, Paris 1930 (Vorwort von René Bazin)
- De Télémaque à Candide, Paris 1933, 1953, 1958, 1962, 1968 (Histoire de la littérature française, hrsg. von Jean Calvet, Bd. 6)
- Fénelon ou la religion du pur amour, Paris 1934
- La Pensée de Machiavel en France, Paris 1935
- Le Père Marie-Bernard Hygonet franciscain, Bordeaux 1935
- (mit Louis Hartmann und Emile Dutreuilh) Grammaire française pour toutes les classes du second degré, Paris 1939
- La prose poétique française, Paris 1940
- Déceptions et confiances de Voltaire, Paris 1941
- Massillon, Paris 1943
- Basse-Auvergne, Bordeaux 1945

### Herausgebertätigkeit
- (mit René Doumic) Ferdinand Brunetière,  Histoire de la littérature française classique, 4 Bde., Paris 1904–1917
  - 1. De Marot à Montaigne (1515–1595)  
    - 1.1. Le mouvement de la renaissance, 1904
    - 1.2. La Pléiade, 1905
    - 1.3. La détermination de l'idéal classique, 1909

  - 2. Le dix-septième siècle, 1912
  - 3. Le dix-huitème siècle, 1913
  - 4. Le dix-neuvième siècle, 1917
- Fénelon, Explication des maximes des saints sur la vie intérieure, Paris 1911
- Claude Fleury, Les moeurs des Israélites, Paris 1912
- Ferdinand Brunetière, Lettres de combat, Paris 1912
- Fénelon, De l'éducation des filles, Paris 1920
- Fénelon, Oeuvres choisies, Paris 1923
- Fénelon, Lettre à l'Académie, Paris 1923
- La Famille française. Pages choisies de nos bons écrivains de 1845 à 1924, 4 Bde., Paris 1924–1927
- Saint François de Sales, Introduction à la vie dévote, Paris 1925
- Fénelon, Choix de dialogues des morts, Paris 1925
- Fénelon, Fables, Paris 1925
- Fénelon, Les Aventures de Télémaque, fils d'Ulysse, 2 Bde., Paris 1927–1928
- Rivarol, Discours sur l'universalité de la langue française, Paris 1929
- Fénelon, Paris 1942 (Auszüge)

- René Cassin, [Nachruf], in: Revue des Travaux de l’Académie des Sciences morales et politiques 1962, S. 130–131
- Henri Temerson, Biographies des principales personnalités françaises décédées au cours de l'année 1962, Paris 1964, S. 65